# Eger Heroes
Az Eger Heroes Eger városának amerikaifutball-csapata, a 2015-ös magyar Divízió I. bajnokság győztese. 2016-ban és 2017-ben Magyarország legerősebb ligájában, a HFL-ben mérettette meg magát, ahol mindkétszer bronzérmet szerzett.

## Története
2005 őszén alakult. 2006-ban elindult az ekkor még egy osztályból álló magyar bajnokságban, a keleti csoportban nyeretlenül végeztek. 2007-től a Divízió II tagjai lettek, itt első évben a Keleti csoport 2. helye után helyosztókon 6. helyen végeztek, majd a következő évben az A csoport 4. helyét érték el. 2007-ben Pro Bowl-t rendezett, ahol jó néhány játékosuk bekerült a Keleti Válogatottba. 2009-ben a Divízió II Kelet I. csoportjának utolsó helyét érték el.
2010-ben az átszervezett bajnokság nyomán a csapat a Divízió I-ben indult, a 12 csapatos élvonal 8. helyén zártak. 2011-ben az újabb átszervezés okán a másodosztályú Divízió I-ben indultak, ahol mind a 6 mérkőzésüket elvesztették. 2012-ben érkezett Szeredi László edző, és a hatcsapatos Divízió I 4. helyét érték el, így a csapat története során először jutott rájátszásba, ahol a Dunaújváros Gorillaz állta a Heroes útját. 2013-ban az alapszakaszt a 6. helyen zárták, a rájátszás wild card körében a Tata Mustangs búcsúztatta az együttest. 2014-ben a Heroes a Divízió I összes mérkőzését elveszítve 7. helyen zárt, ám nem esett ki a másodosztályból.
2015-ben a csapat 3. helyen zárta az alapszakaszt. Az elődöntőben a Miskolc Renegades, a döntőben a Gorillaz ellen győztek, így a csapat megnyerte a Divízió I-et, és élt a joggal, hogy 2016-ban elinduljon a HFL-ben, Magyarország legerősebb ligájában. Az első évben várakozáson felül teljesítettek, mivel 3. kiemeltként bejutottak a rájátszásba, ahol az elődöntőben szoros mérkőzésen maradtak alul a Miskolc Steelers ellenében. A csapat fiókcsapatként a MEAFC 2012-ben alapított szakosztályát karolták fel, a MEAFC Lions 2016-ban benevezett a Divízió II-be, és első szezonjában 6. helyen jutott a rájátszás wild card körébe, ahol a Dabas Sparks állította meg a csapatot.
2017-ben a csapat a Miskolc Renegades Divízió I-es csapattal lépett együttműködésre. A Heroes az alapszakaszban a 2. helyen végzett, ám anyagi problémák következtében a rájátszás előtt a csapatot elhagyták az amerikai importjátékosok, így az elődöntőben hazai pályán súlyos vereséget szenvedtek a későbbi bajnok Budapest Cowbells csapatától, így újra bronzérmet szereztek. Ősszel a csapat nem indult az utánpótlás-bajnokságban, így a MAFSZ visszasorolta a csapatot a HFL-ből a Divízió I-be.
2018-ban a csapat a Divízió II.-ben indult, mivel úgy gondolta, hogy sok újoncnak és juniornak, akik csatlakoztak az off season alatt, könnyebb dolga lesz felvenni a ritmust az amerikai foci világába, ha egy ligával lejjebb kezdik el az építkezést. Egy remek alapszakasz után (5-1) megszerezték a playoff 1. kiemelt címet. Az elődöntőben a Tata Mustangst győzték le (50:0) majd a döntőben a Dabas Sparks ellen játszhattak visszavágót az alapszakaszban elszenvedett vereség megtorlásaként. A meccs eredménye 42:20 így a 2018-as Divízió II. bajnoka az Eger Heroes lett.

## Stadionok
A csapat otthona az egri Északi Sporttelep műfüves, illetve Felsőtárkány füves pályája, de korábban rendeztek mérkőzéseket a Szentmarjay Tibor Stadionban is.

## Eredmények
| Szezon | Osztály     | Csoport  | Alapszakasz  | Alapszakasz | Alapszakasz | Rájátszás eredmények                                                                                |
| Szezon | Osztály     | Csoport  | Eredmény     | Győzelem    | Vereség     | Rájátszás eredmények                                                                                |
| ------ | ----------- | -------- | ------------ | ----------- | ----------- | --------------------------------------------------------------------------------------------------- |
| 2006   | MAFL        | Kelet    | 4. helyezés  | 0           | 4           | |
| 2007   | DIV II.     |          | 6. helyezés  | 1           | 3           | |
| 2008   | DIV II.     | A        | 4. helyezés  | 2           | 3           | |
| 2009   | Divízió II. | Kelet I. | 3. helyezés  | 1           | 3           | |
| 2010   | Divízió I.  |          | 8. helyezés  | 2           | 4           | |
| 2011   | Divízió I.  |          | 10. helyezés | 0           | 6           | |
| 2012   | Divízió I.  |          | 4. helyezés  | 1           | 4           | |
| 2013   | Divízió I.  |          | 6. helyezés  | 3           | 3           | Vereség Wild card (Tata Mustangs) 17–35                                                             |
| 2014   | Divízió I.  |          | 7. helyezés  | 0           | 4           | |
| 2015   | Divízió I.  |          | 3. helyezés  | 3           | 2           | Győzelem Elődöntő (Miskolc Renegades) 46–17 Győzelem IX. Pannon Bowl (Dunaújváros Gorillaz) 19–16   |
| 2016   | HFL         |          | 3. helyezés  | 3           | 2           | Vereség Elődöntő (Miskolc Steelers) 32–39                                                           |
| 2017   | HFL         |          | 2. helyezés  | 3           | 2           | Vereség Elődöntő (Budapest Cowbells) 6–49                                                           |
| 2018   | Divízió II. |          | 1. helyezés  | 5           | 1           | Győzelem Elődöntő (Tatabánya Mustangs) 50–0 Győzelem IX. Duna Bowl (Dabas Sparks) 42–20             |
| 2019   | Divízió I.  | Kelet    | 1. helyezés  | 6           | 0           | Győzelem Elődöntő (Dunaújváros Gorillaz) 21–7 Vereség XIII. Pannon Bowl (Szombathely Crushers) 0–32 |
| 2020   | Divízió II. | Kelet    | 2. helyezés  | 3           | 1           | Elmaradt                                                                                            |
| 2021   | Divízió I.  | Kelet    | 4. helyezés  | 0           | 5           | |
| 2022   | Divízió II. |          | 7. helyezés  | 2           | 2           | |
| 2024   | Divízió II. |          | 3. helyezés  | 3           | 2           | Győzelem Elődöntő (Pécs Legioners) 7–6 Vereség XIV. Duna Bowl (DEAC Gladiators) 7–38                |